# Parròquia de Valle
La Parròquia de Valle (en letó: Valles pagasts) és una unitat administrativa del municipi de Vecumnieki, al sud de Letònia. Abans de la reforma territorial administrativa de l'any 2009 pertanyia al raion d'Aizkraukle.

## Pobles, viles i assentaments
- Krīči
- Liepkalni
- Mazvalle
- Mežmuiža
- Penderi
- Pētermuiža
- Reizeni
- Salas
- Taurkalne
- Tenteni
- Valle (centre parroquial)

## Hidrografia

### Rius
- Iecava
- Ģirupe
- Rūdupīte
- Slepkavupīte
- Smārde
- Sudmaļupīte
- Svētupe
- Vārnupe
- Zirgupīte

### Llacs i embassaments
- Llac Aklais
- Llac Vāveres
- Estany Mežmaļu